# Domaine d'Awa-Katsuyama
Le domaine d'Awa-Katsuyama (安房勝山藩, Awa-Katsuyama-han) est un domaine féodal japonais de l'époque d'Edo situé dans la province d'Awa, de nos jours préfecture de Chiba. Son quartier général se trouve dans la ville moderne de Kamogawa.

## Histoire
Presque toute la péninsule de Bōsō est sous le contrôle du puissant clan Satomi durant l'époque Sengoku. Les Satomi livrent de nombreuses batailles avec le clan Go-Hōjō d'Odawara pour s'assurer le contrôle de la région de Kantō. En 1580, Yoriyoshi Satomi construit le château de Tateyama au sud de la province d'Awa pour protéger la partie méridionale de son territoire et accroître le contrôle des entrées dans la baie de Tokyo. En 1588, le château est reconstruit par son fils, Yoshiyasu Satomi, qui édifie aussi une résidence fortifiée (jin'ya) à Katsuyama et ce qui constitue à présent une partie de la ville de Kamogawa pour défendre l'approche nord-est du château de Tateyama. À la suite du siège d'Odawara en 1590, la région de Kantō est attribuée à Tokugawa Ieyasu qui confirme les Satomi comme daimyōs des provinces d'Awa et Kazusa avec des revenus de 92 000 koku. Après la bataille de Sekigahara, Yoshiyasu Satomi prend également le contrôle du district de Kashima dans la province de Hitachi, ce qui élève ses possessions à 122 000 koku. Après sa mort en 1603, son fils Satomi Tadayoshi hérite de son territoire. Mais Tadayoshi Satomi, uni à Ōkubo Tadachika par le réseau des mariages, est impliqué dans l'« incident Ōkubo Nagayasu » de 1614 que le shogunat Tokugawa prend comme prétexte pour abolir le domaine de Tateyama et dissoudre le clan Satomi.

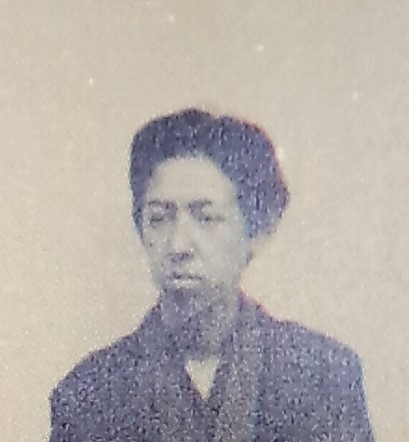
Sakai Tadayoshi, dernier daimyō en 1871

En 1617, le shogunat Tokugawa établit Kiyomasa Naitō au statut de fudai daimyo, avec 30 000 koku des anciens territoires Satomi situés à Katsuyama et l'autorise à construire une résidence fortifiée (jin'ya) mais pas un véritable château. Son fils Naitō Masakatsu Naitō, qui lui succède, gouverne jusqu'en 1629. Shigeyori Naitō, le fils de Masakatsu Naitō, abandonne l'administration du domaine pour se consacrer à son poste de Osaka jōdai. Comme ses héritiers sont mineurs quand il meurt, le domaine retourne au statut de tenryō.
En 1668, Tadakuni Sakai qui s'est élevé parmi les rangs de l'administration du shogunat Tokugawa, obtient les 10 000 koku nécessaires pour devenir daimyō et est autorisé à relancer le défunt domaine d'Awa-Katsuyama. Ses descendants gouvernent le domaine d'Awa-Katsuyama jusqu'à la restauration de Meiji. Après l'abolition du système han en juillet 1871, Awa-Katsuyama devient brièvement « préfecture de Katuyampa », qui est ensuite intégrée dans la préfecture de Chiba.

## Liste des daimyōs
- Clan Naitō (fudai) 1622-1629

| # | Nom                         | Dates     | Titre   | Rang                    | Revenus     |
| - | --------------------------- | --------- | ------- | ----------------------- | ----------- |
| 1 | Naitō Kiyomasa (内藤清政)   | 1622-1623 | inconnu | 5e inférieur (従五位下) | 30 000 koku |
| 2 | Naitō Masakatsu (稲葉 正武) | 1626-1629 | aucun   | aucun                   | 30 000 koku |

- Clan Sakai (fudai) 1668-1871

| # | Nom                                         | Dates     | Titre           | Rang                    | Revenus     |
| - | ------------------------------------------- | --------- | --------------- | ----------------------- | ----------- |
| 1 | Sakai Tadakuni (酒井忠国)                   | 1668-1683 | Yamato-no-kami  | 5e inférieur (従五位下) | 10 000 koku |
| 2 | Sakai Tadatane (酒井忠胤)                   | 1683-1712 | Echizen-no-kami | 5e inférieur (従五位下) | 10 000 koku |
| 3 | Sakai Tadaatsu (酒井忠篤)                   | 1712-1737 | Echizen-no-kami | 5e inférieur (従五位下) | 10 000 koku |
| 4 | Sakai Tadamoto (酒井忠大)                   | 1737-1756 | Yamato-no-kami  | 5e inférieur (従五位下) | 10 000 koku |
| 5 | Sakai Tadachika (酒井 忠鄰)                 | 1756-1793 | Echizen-no-kami | 5e inférieur (従五位下) | 10 000 koku |
| 6 | Sakai Tadayori (酒井 忠和)                  | 1793-1810 | Yamato-no-kami  | 5e inférieur (従五位下) | 10 000 koku |
| 7 | Sakai Tadatsugu (Awa-Katsuyama) (酒井 忠嗣) | 1810-1851 | Echizen-no-kami | 5e inférieur (従五位下) | 10 000 koku |
| 8 | Sakai Tadakazu (酒井 忠一)                  | 1851-1860 | Aki-no-kami     | 5e inférieur (従五位下) | 10 000 koku |
| 9 | Sakai Tadayoshi (Awa-Katsuyama) (酒井 忠美) | 1860-1871 | Yamato-no-kami  | 5e inférieur (従五位下) | 12 000 koku |

## Source de la traduction
- (en) Cet article est partiellement ou en totalité issu de l’article de Wikipédia en anglais intitulé « Awa-Katsuyama Domain » (voir la liste des auteurs).